# Cassia abbreviata
Cassia abbreviata är en ärtväxtart som beskrevs av Daniel Oliver. Cassia abbreviata ingår i släktet Cassia och familjen ärtväxter.

## Underarter
Arten delas in i följande underarter:
- C. a. abbreviata
- C. a. beareana
- C. a. kassneri

## Bildgalleri

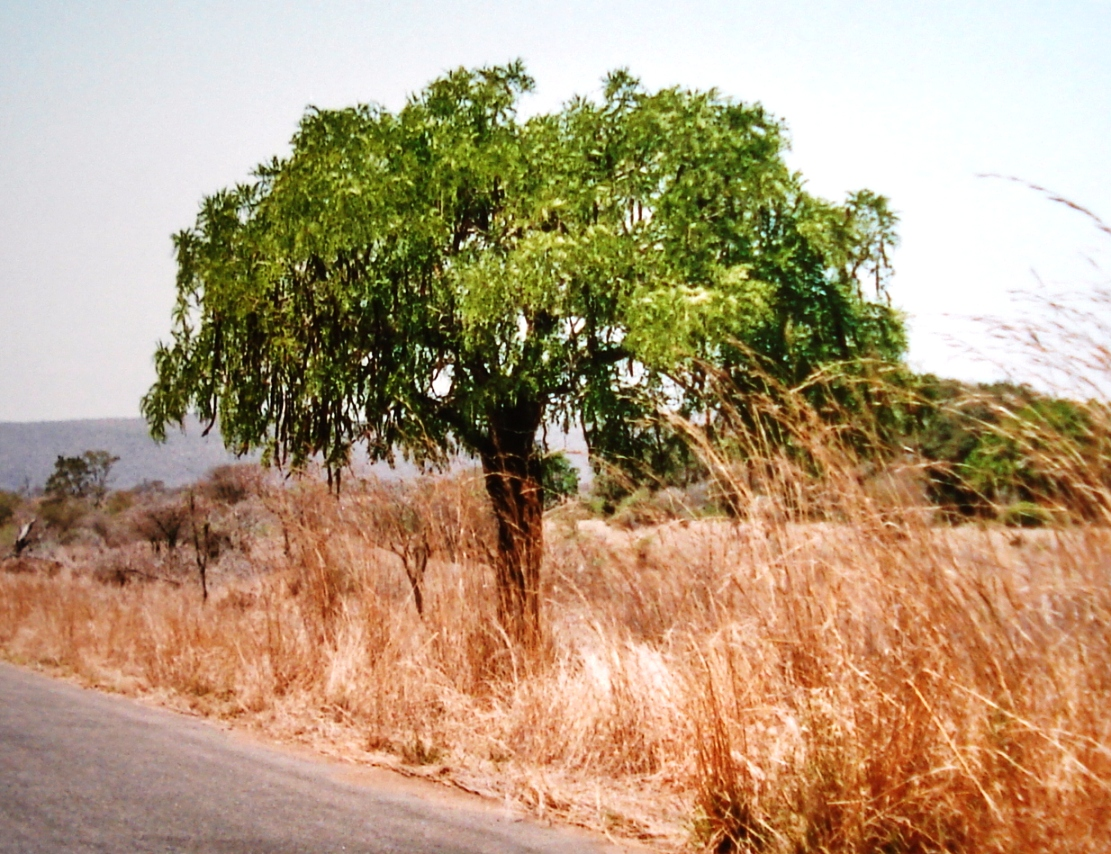
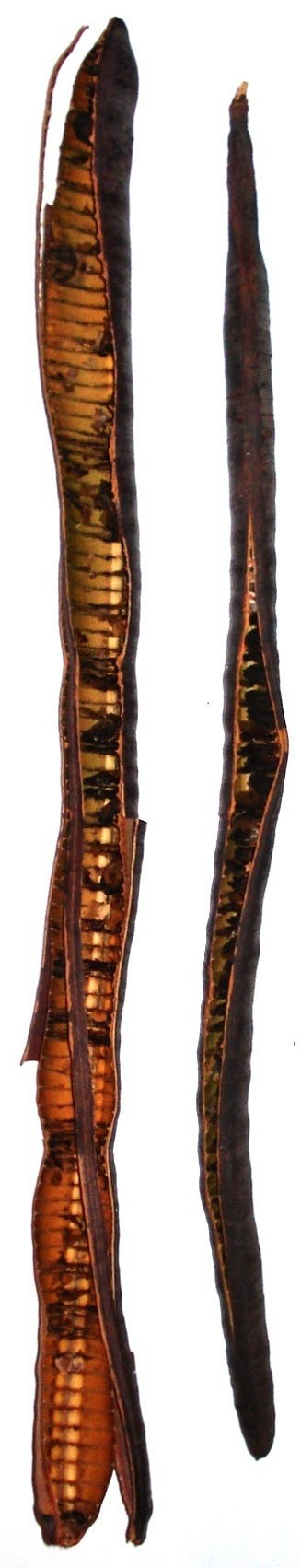